# لوک تنها غرق در تجمل است
لوک تنها غرق در تجمل است (انگلیسی: Lonesome Luke Lolls in Luxury) یک فیلم کمدی صامت کوتاه به کارگردانی هال روچ است که در سال ۱۹۱۶ منتشر شد. از بازیگران این فیلم می‌توان به هارولد لوید، اسناب پالرد و ببه دنیلز اشاره کرد.